# Blues for Salvador
Blues for Salvador je šesti solo studijski album Carlosa Santane, ki je izšel leta 1987. Santana je album posvetil svoji ženi, Deborah.
Album je leta 1988 osvojil grammyja za najboljšo instrumentalno rock izvedbo, kar je bil Carlosov prvi grammy.

## Seznam skladb
| Št.             | Naslov                  | Pisec                                               | Dolžina |
| --------------- | ----------------------- | --------------------------------------------------- | ------- |
| 1.              | „Bailando/Aquatic Park‟ | Carlos Santana, Chester D. Thompson, Orestes Vilató | 5:46    |
| 2.              | „Bella‟                 | Sterling Crew, Santana, Thompson                    | 4:31    |
| 3.              | „I'm Gone‟              | Crew, Santana, Thompson                             | 3:08    |
| 4.              | „'Trane‟                | Santana                                             | 3:11    |
| 5.              | „Deeper, Dig Deeper‟    | Crew, Buddy Miles, Santana, Thompson                | 6:09    |
| 6.              | „Mingus‟                | Crew, Santana, Thompson                             | 1:26    |
| 7.              | „Now That You Know‟     | Santana                                             | 10:29   |
| 8.              | „Hannibal‟              | Alex Ligertwood, Alan Pasqua, Raul Rekow            | 4:28    |
| 9.              | „Blues for Salvador‟    | Santana, Thompson                                   | 5:57    |
| Skupna dolžina: | Skupna dolžina:         | Skupna dolžina:                                     | 44:52   |

## Glasbeniki
- Greg Walker – vokali
- Alex Ligertwood – tolkala, vokali
- Carlos Santana – kitara
- Chris Solberg – kitara, vokali
- Chester D. Thompson – klaviature
- Sterling Crew – klaviature, sintetizator
- Orestes Vilató – flavta, tolkala, timbales, spremljevalni vokali
- Alphonso Johnson – bas
- Graham Lear – tolkala, bobni
- Tony Williams – bobni
- Buddy Miles – spremljevalni vokali
- Armando Peraza – tolkala, bongos, vokali
- Raul Rekow – tolkala, konge, vokali, spremljevalni vokali